# 200 mètres masculin aux Jeux olympiques d'été de 1928 (athlétisme)
Pour un article plus général, voir Athlétisme aux Jeux olympiques d'été de 1928.
Navigation
Paris 1924 Los Angeles 1932
L'épreuve du 200 mètres masculin aux Jeux olympiques de 1928 s'est déroulée les 31 juillet et 1er août 1928 au Stade olympique d'Amsterdam, aux Pays-Bas. Elle a été remportée par le Canadien Percy Williams.

## Résultats

### Finale
| Rang               | Athlète               | Pays            | Temps  |
| ------------------ | --------------------- | --------------- | ------ |
| Médaille d'or      | Percy Williams        | Canada          | 21 s 8 |
| Médaille d'argent  | Walter Rangeley       | Grande-Bretagne | 21 s 9 |
| Médaille de bronze | Helmut Körnig         | Allemagne       | 21 s 9 |
| 4                  | Jackson Scholz        | États-Unis      | 21 s 9 |
| 5                  | John Fitzpatrick (en) | Canada          | 22 s 1 |
| 6                  | Jakob Schuller (en)   | Allemagne       | 22 s 2 |